# كشافة الفلبين
كشافة الفلبين، هي جمعية الكشافة الوطنية في الفلبين ولقد تأسست الجمعية في 31 أكتوبر 1936 وهي أحد أعضاء المنظمة العالمية للحركة الكشفية منذ عام 1946 ويبلغ عدد أعضاء الجمعية حوالي 1,983,563 عضو.

## روابط خارجية
- الموقع الرسمي

‌